# 勾陳六
HD 217382，又名BD+83 640，SAO 3816、HR 8748，是一颗恒星，视星等为4.71，位于銀經119.95，銀緯22.17，其B1900.0坐标为赤經22h 55m 12.8s，赤緯+83° 22.17′ 40″。